# حسين فوزي (موسيقار)
حسين فوزي (1945- 20 فبراير 2023) هو موسيقار وملحن مصري.

## حياته ونشأته
حسين زكي فوزي، ولد في حي الحسين في القاهرة، وتخرج من المعهد العالي للموسيقى العربية عام 1966، ولد الموسيقار حسين فوزي وسط أجواء فنية، والداه الموسيقار زكي فوزي، الذي شارك في تأسيس فرقة الموسيقى العربية مع الموسيقار عبد الحليم نويرة ووالدته سيدة حسن، واحدة من أبرز المغنيات خلال حقبة الأربعينات من القرن العشرين، التي كلفها رائد الاقتصاد المصري طلعت حرب بتقديم أغنية دعائية لمصنع الغزل والنسيج بعنوان «لبسني من صنع بلادي» قبل اعتزالها وتقديمها التواشيح الدينية.

## مسيرته
تعاون حسين، مع نخبة من رموز الأغنية، منهم محرم فؤاد، ومحمد رشدي، وطارق فؤاد، ونادية مصطفى وغيرهم، لحن للمطرب محمد رشدي «يا بركة رمضان»، ومحرم فؤاد «احنا ولاد النيل»، و نادية مصطفى «أيوة يامه» وعلي الحجار «صلينا الفجر فين» و ياسمين الخيام «الليلة عيد» ومحمد العزبي «عوض الله»، وضع الملحن حسين العديد من ألحان مجموعة أدعية دينية، كلمات الشاعر عمر بطيشة، وغناها طارق فؤاد، وخالد سليم.

## جوائز
كرم حسين فوزي، في نوفمبر 2022، عن مشواره الفني في الدورة 31 لمهرجان الموسيقى العربية.

## وفاته
توفي في 20 فبراير 2023 إثر أزمة قلبية.